# Открытый чемпионат Италии по теннису 2016

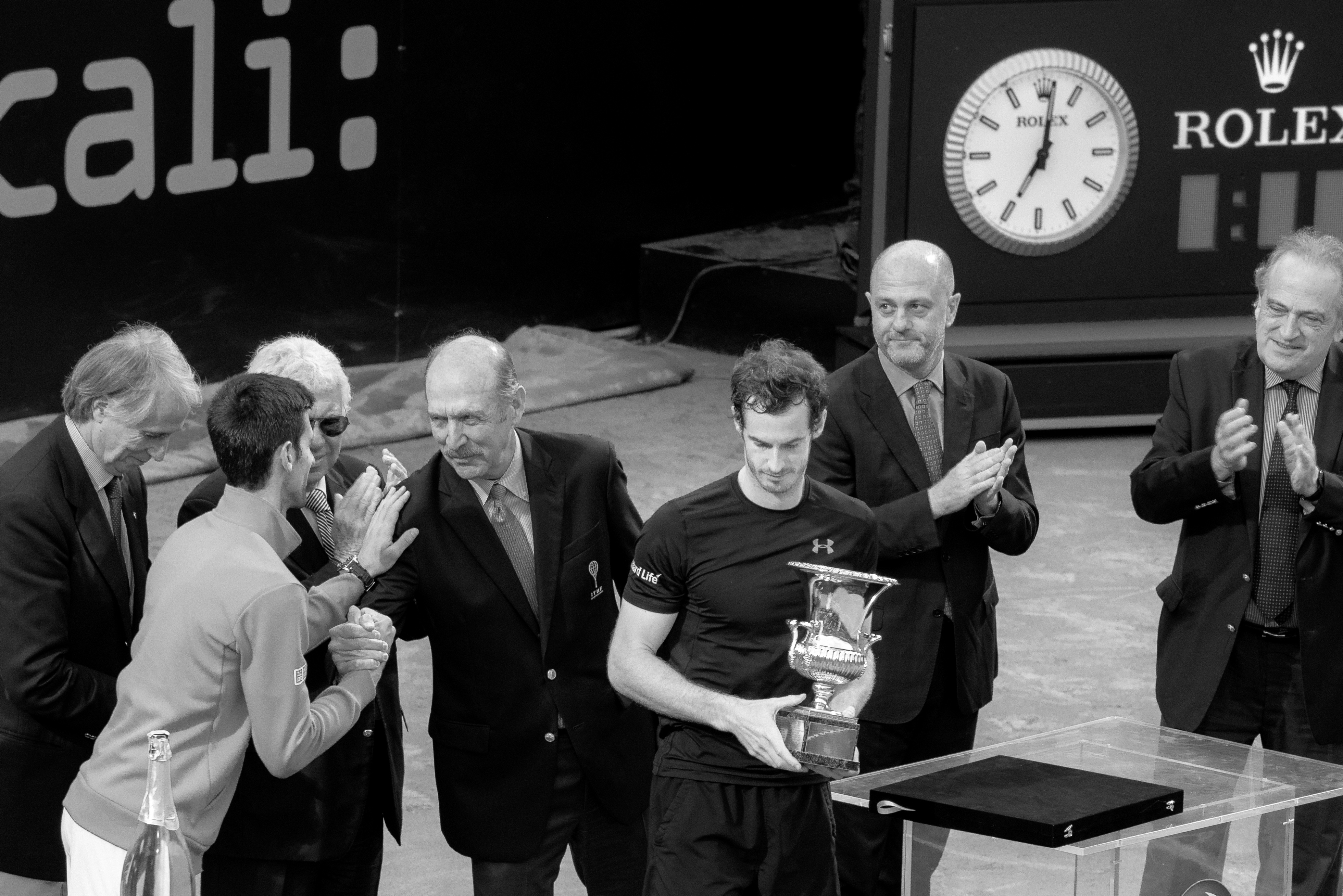
Церемония награждения финалистов мужского одиночного турнира.

Открытый чемпионат Италии по теннису 2016 года — 73-й розыгрыш ежегодного профессионального теннисного турнира среди мужчин и женщин, проводящегося в итальянском городе Рим и являющегося частью тура ATP в рамках серии Masters 1000 и тура WTA в рамках серии Premier 5.
В 2016 году турнир прошёл с 9 по 15 мая. Соревнование продолжало околоевропейскую серию грунтовых турниров, подготовительную к майскому Открытому чемпионату Франции.
Прошлогодние победители:
- в мужском одиночном разряде —  Новак Джокович
- в женском одиночном разряде —  Мария Шарапова
- в мужском парном разряде —  Пабло Куэвас и  Давид Марреро
- в женском парном разряде —  Тимея Бабош и  Кристина Младенович

## Общая информация
Мужской одиночный турнир мог собрать всех представителей Top-10 мирового рейтинга, но в последний момент с соревнований из-за травмы снялся Жо-Вильфрид Тсонга из-за повреждения мышцы бедра. Первым номером посева стал лидер классификации и победитель двух последних розыгрышей Новак Джокович, а вторым британец Энди Маррей. Главные фавориты турнира в итоге разыграли титул в финале между собой. На этот раз победу одержал Энди Маррей, который впервые выиграл местные соревнования. Дальше всех среди несеяных теннисистов добрался француз Люка Пуй, который, начав турнире в качестве лаки-лузера, в итоге смог пройти в полуфинал. В основном розыгрыше принял участие один представитель России Теймураз Габашвили, который уже в первом раунде проиграл сербу Виктору Троицки.
В мужском парном разряде первые номера посева Николя Маю и Пьер-Юг Эрбер снялись с турнира незадолго до его начала. Прошлогодние победители Пабло Куэвас и Давид Марреро не защищали свой титул, однако Куэвас принял участие в соревнованиях. В паре с другим представителем Испании Марселем Гранольерсом он дошёл до четвертьфинала, где их дуэт проиграл Вашеку Поспишилу и Джеку Соку. В итоге победу отпраздновала пара Боб и Майк Брайаны, которые в финале переиграли Поспишила и Сока. Брайаны в четвёртый раз выиграли титул в Риме (до этого в 2008, 2010 и 2013 годах).
Женский одиночный турнир собрал семь представительниц Топ-10. Возглавила посев лидер женского мирового тенниса Серена Уильямс. Серена уверено дошла до финала, где встретилась с несеяной на турнире соотечественницей Мэдисон Киз. Уильямс победила в двух сетах и четвёртый раз победила на турнире (до этого в 2002, 2013 и 2014 годах). Прошлогодняя чемпионка Мария Шарапова не защищала свой титул по причине отбывания дисквалификации за допинг. Среди пяти россиянок, выступивших на турнире лучше всех себя проявила Светлана Кузнецова, которая в качестве № 9 посева смогла дойти до четвертьфинала, где проиграла чемпионке Серене Уильямс.
В женском парном разряде победу одержали первые номера посева Саня Мирза и Мартина Хингис, которые в прошлом году уступили в финале в борьбе за титул. На этот раз они в решающем матче обыграли россиянок Елену Веснину и Екатерину Макарову. Мирза впервые выиграла титул в Риме, а Хингис во второй раз победила в парном разряде, спустя 17 лет (до этого в 1999 в альянсе с Анной Курниковой) Прошлогодние чемпионки Тимея Бабош и Кристина Младенович не защищали свой титул, однако обе приняли участие в розыгрыше турнира. Тимея в паре с Ярославой Шведовой и Кристина в дуэте с Каролин Гарсией доиграли до четвертьфинальной стадии.

## Соревнования

### Мужчины. Одиночный турнир
Энди Маррей обыграл  Новака Джоковича со счётом 6-3, 6-3.
- Маррей выигрывает 1-й одиночный титул в сезоне и 36-й за карьеру в основном туре ассоциации.
- Джокович сыграл 6-й финал в сезоне и 81-й за карьеру в основном туре ассоциации.

### Женщины. Одиночный турнир
Серена Уильямс обыграла  Мэдисон Киз со счётом 7-6(5), 6-3.
- Уильямс выигрывает 1-й одиночный титул в сезоне и 70-й за карьеру в туре ассоциации.
- Киз сыграла 1-й одиночный финал в сезоне и 3-й за карьеру в туре ассоциации.

### Мужчины. Парный турнир
Боб Брайан /  Майк Брайан обыграли  Вашека Поспишила /  Джека Сока со счётом 2-6, 6-3, [10-7].
- Братья Брайаны выигрывают 3-й совместный титул в сезоне и 112-й за карьеру в основном туре ассоциации.
- Для Боба это также 112-й титул на этом уровне, а для Майка — 114-й.

### Женщины. Парный турнир
Саня Мирза /  Мартина Хингис обыграли  Елену Веснину /  Екатерину Макарову со счётом 6-1, 6-7(5), [10-3].
- Мирза выигрывает 5-й титул в сезоне и 37-й за карьеру в туре ассоциации.
- Хингис выигрывает 5-й титул в сезоне и 55-й за карьеру в туре ассоциации.